# 蒂施勒峰

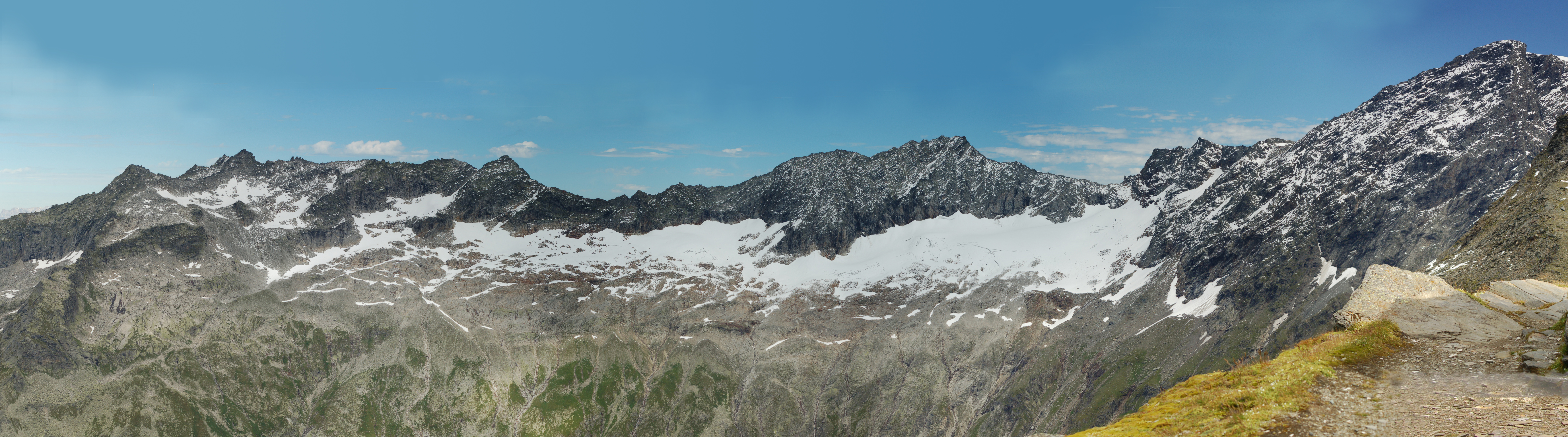

47°4′18″N 13°14′23″E / 47.07167°N 13.23972°E
蒂施勒峰（德語：Tischlerspitze），是奧地利的山峰，位於該國中部，處於克恩頓州和薩爾茨堡州接壤的邊界，屬於安科格爾山脈的一部分，海拔高度3,002米，每年平均降雨量2,176毫米。